# Sugarloaf Township (Illinois)
Pour les articles homonymes, voir Sugarloaf Township.
Sugarloaf Township est un township du comté de Saint Clair dans l'Illinois, aux États-Unis,. En 2010, le township comptait une population de 7 322 habitants.

## Source de la traduction
- (en) Cet article est partiellement ou en totalité issu de l’article de Wikipédia en anglais intitulé « Sugarloaf Township, St. Clair County, Illinois » (voir la liste des auteurs).